# Plesiocera algria
Plesiocera algria är en tvåvingeart som beskrevs av Macquart 1840. Plesiocera algria ingår i släktet Plesiocera och familjen svävflugor. Inga underarter finns listade i Catalogue of Life.